# Next Door to Nancy
Next Door to Nancy è un film muto del 1917.

## Trama
Mentre il padre vedovo lavora all'invenzione di un frantoio minerario, Nancy Fane lotta per mantenere i fratellini. Quando legge sul giornale che è stata offerta una grossa ricompensa per un evaso dal carcere, lei chiama la polizia perché nella casa vicina, ormai abbandonata, lei scopre un uomo che tiene a bada con un fucile da caccia fino all'arrivo degli agenti. In realtà, l'uomo non è altri che uno scrittore, Dick Ives, che ha ereditato la casa. Nancy, presa in giro da Dick, si sente umiliata e rifiuta le scuse dell'uomo anche quando lui diventa amico di suo padre. Quando un sindacato minerario offre a Fane padre mille dollari per la sua invenzione, lei lo spinge ad accettare per poter pagare i debiti della famiglia, mentre Dick lo avverte di aspettare. Il padre, malato di cuore, muore e il progetto dell'invenzione sparisce. Bob e Betty, i gemellini di Nancy, scoprono le carte a casa di Dick. La giovane donna lo denuncia ma, quando Dick salva la piccola Betty dall'annegamento ammalandosi di polmonite, Nancy si prende cura di lui e porta un suo manoscritto da un editore, facendogli ottenere un premio di diecimila dollari. Guarito, Dick le spiega che ha sottratto il progetto del frantoio non per suo interesse, ma per riuscire a venderlo a un giusto prezzo, facendole guadagnare così una grossa somma che appiana i suoi problemi familiari.

## Produzione
Il film fu prodotto dalla Vitagraph Company of America.

## Distribuzione
Distribuito dalla Greater Vitagraph (V-L-S-E), il film uscì nelle sale cinematografiche statunitensi il 19 novembre 1917.